# دان تايلر مور
دان تايلر مور (بالإنجليزية: Dan Tyler Moore)‏ هو عسكري أمريكي، ولد في 9 فبراير 1877، وتوفي في 16 أبريل 1941.